# Lou Henry Hoover
Pour les articles homonymes, voir Hoover.
Lou Henry Hoover, née le 29 mars 1874 à Waterloo (Iowa) et morte le 7 janvier 1944 à New-York (État de New-York), est la « Première dame » des États-Unis du 4 mars 1929 au 4 mars 1933 en sa qualité d’épouse d'Herbert Hoover, alors que ce dernier est le 31e président des États-Unis d’Amérique.

## Biographie
Elle est diplômée en géologie à l'université Stanford (1894–1898), bien qu’elle ne travailla jamais dans ce domaine à titre professionnel (ce qui ne l’empêcha pas d’être active à d’autres titres).
Elle se maria avec Herbert Clark Hoover (qui était alors un géologue et un ingénieur minier) le 10 février 1899 en Californie.
Elle commença à s’impliquer politiquement lors de la Grande Guerre et fut remarquée après la publication de son article « Belgium’s Needs » en 1915.
Elle parlait couramment l’espagnol, l’italien, le français et le mandarin, ce qui lui sera très utile lorsqu'elle jouera un rôle politique en Asie pendant la Seconde Guerre mondiale.